# Альберто Галатео
Луїс Альберто Галатео (ісп. Luis Alberto Galateo, 22 травня 1911, Санта-Фе — 26 лютого 1961) — аргентинський футболіст, що грав на позиції нападника, зокрема, за клуби «Уніон» та «Уракан», а також національну збірну Аргентини.

## Клубна кар'єра
У футболі дебютував 1927 року виступами за команду «Уніон», в якій провів сім сезонів. 
Своєю грою за останню команду привернув увагу представників тренерського штабу клубу «Уракан», до складу якого приєднався 1935 року. Відіграв за команду з Буенос-Айреса наступні два сезони своєї ігрової кар'єри.
Протягом 1938—1939 років захищав кольори клубів «Чакаріта Хуніорс» та «Расинг» (Авельянеда).
Завершив професійну ігрову кар'єру у клубі «Колехіалес», за команду якого виступав протягом 1943 року.

## Виступи за збірну
1934 року дебютував в офіційних матчах у складі національної збірної Аргентини, зігравши на чемпіонаті світу 1934 року в Італії проти Швеції (2-3) свій єдиний матч .
Помер 26 лютого 1961 року на 50-му році життя.